# Альфа Южной Короны
Альфа Южной Короны (α CrA, α Coronae Australis) — звезда в созвездии Южной Короны. Единственная в созвездии звезда, имеющая собственное имя — Альфекка Меридиана (Альфекка Южная), аналогично ярчайшей звезде Северной Короны — Альфекке. В китайской астрономии известна как 鱉六 (шестая звезда Речной черепахи). Относится к белым звёздам наподобие Веги и очень быстро вращается вокруг своей оси — со скоростью, близкой к скорости отрыва.

## Физические свойства
Альфа Южной Короны относится к спектральному классу A2Va — белым звёздам главной последовательности. Имеет видимую звездную величину +4,10. Расположена приблизительно в 125 световых лет от Земли. Масса и радиус звезды оцениваются в 2,3 солнечных. При эффективной температуре примерно равной 9100 K, её светимость примерно в 31 раз больше чем у Солнца. Возраст звезды около 254 млн лет. Быстро вращаясь со скоростью почти 200 км в секунду на экваторе, она делает полный оборот примерно за 14 часов. Как и у Веги, у неё наблюдается избыток инфракрасного излучения, что может указывать на наличие пылевого диска вокруг звезды.

## Этимология
Имя Alphecca или Alphekka — сокращение от арабского نير الفكّة nayyir al-fakka «яркая (звезда) разорванного (круга)».
На китайском астеризм, состоящий из α Coronae Australis, α Telescopii, η1Coronae Australis, ζ Coronae Australis, δ Coronae Australis, β Coronae Australis, γ Coronae Australis, ε Coronae Australis, HD 175362, κ2 Coronae Australis и θ Coronae Australis., называется Речной черепахой (鱉, Biē). Соответственно, сама Альфа Южной Короны известна как 鱉六 (Biēliù, англ. the Sixth Star of River Turtle — Шестая звезда Речной черепахи).